# Weidegänger
Als Weidegänger bezeichnet man Tiere, die sich hauptsächlich von Pflanzen ernähren und dabei flächig Weiden von Pflanzen oder Algen abweiden. Hierzu gehören z. B. Rinder, Antilopen, Strauße, Kängurus und algenfressende Schnecken, welche sich von pflanzlicher Nahrung ernähren. Dabei werden aber auch andere Organismen zumindest teilweise konsumiert.

## Makrophage Weidegänger
Größere Weidegänger, wie z. B. Rinder und Schafe, ernähren sich von Gräsern und Kräutern. Das Abweiden wird vom Äsen unterschieden. Herbivore, die äsen, z. B. Rehe, fressen auch holzige Zweige sowie Blätter von Bäumen und Sträuchern. 
Seeigel, die sich vorzugsweise von großen, mehrzelligen Algen wie den Mitgliedern der Ordnung Laminariales ernähren, können ebenfalls als Weidegänger bezeichnet werden.

## Mikrophage Weidegänger

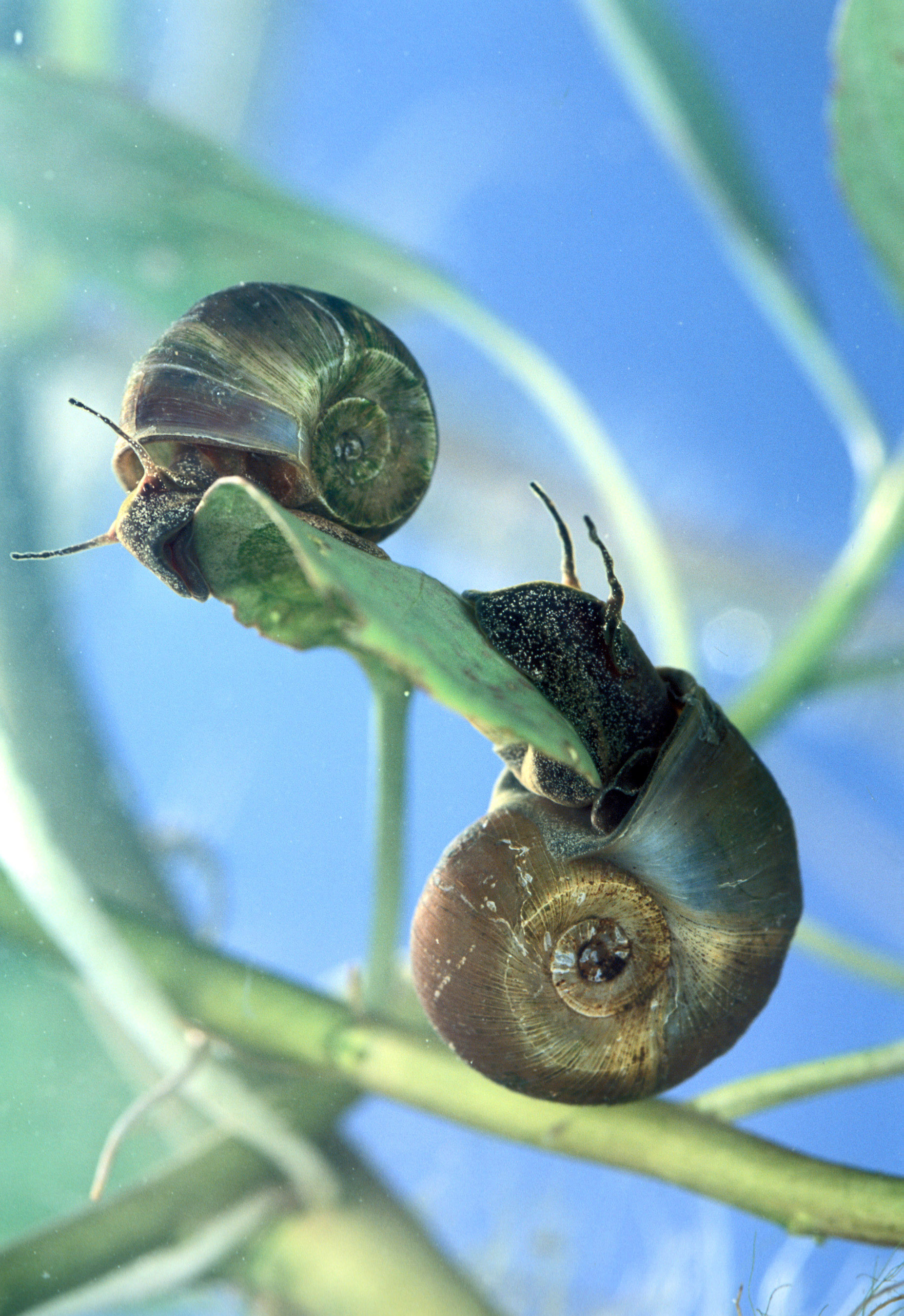
Grasende Wasserschnecken (Planorbella trivolvis)

Wasserschnecken und einige aquatische Insektenlarven sind phytophage Weidegänger. Sie weiden einzellige Algen, vor allem Kieselalgen, mikrobielle Matten (engl. microbial mats) und seltener auch Rotalgen. Im Mittellauf von Fließgewässern (Rhithral) sind sie neben den Filtrierern und Sedimentfressern die wichtigsten Konsumenten.
Unter den Landschnecken sind die pflanzenfressende Arten fakultative (mögliche) Aasfresser, und aasfressende Arten fakultative Pflanzenfresser, also Allesfresser. Die Nahrungsaufnahme findet mit Hilfe eines spezialisierten Organs statt, einer mit Zähnchen besetzte Raspelzunge (Radula).

## Weidegänger als Prädatoren im weiteren Sinn
Da Weidegänger meist unabsichtlich andere tierische Organismen angreifen, diese ganz oder Teile dieser Organismen auch fressen, i.d. Regel diese aber nicht gezielt töten, könnten Weidegänger im weiteren Sinn zu den indirekten Prädatoren gezählt werden.